# Rukomet na Mediteranskim igrama 1997.
Rukometni turnir na MI 1997. održavao se u Bariju u Italiji. Hrvatska je u završnici pobijedila domaćina 21:20 i tako obranila naslov. U susretu za broncu Španjolska je pobijedila Sloveniju 31:27.
- skupina A: Španjolska, Slovenija, Turska, BiH
- skupina B: Egipat, SR Jugoslavija, Maroko
- skupina C: Alžir, Hrvatska, Grčka
- skupina D: Tunis, Italija, Francuska

## Konačni poredak
| Mj. | Država              |
| --- | ------------------- |
| 1.  | Hrvatska            |
| 2.  | Italija             |
| 3.  | Španjolska          |
| 4.  | Slovenija           |
| 5.  | SR Jugoslavija      |
| 6.  | Egipat              |
| 7.  | Alžir               |
| 8.  | Tunis               |
| 9.  | Francuska           |
| 10. | Turska              |
| 11. | Maroko              |
| 12. | Grčka               |
| 13. | Bosna i Hercegovina |

| Pobjednici            |
| --------------------- |
| Hrvatska Drugi naslov |